# Ticia Gara
Ticia Gara (nascuda el 25 d'octubre de 1984) és una jugadora d'escacs hongaresa que té el títol de Gran Mestra Femenina (WGM). Va ser campiona femenina d'Hongria els anys 2006, 2007 i 2019.
A l'edició del 2009, ella i la seva germana Anita van quedar empatades al primer lloc, amb Anita rebent el títol al tie-break.
Gara ha jugat amb la selecció hongaresa a l'Olimpíada femenina d'escacs, al Campionat d'Europa femení d'escacs per equips, al Campionat d'Europa juvenil femení per equips i a la Copa Mitropa femenina. El seu equip va guanyar la medalla d'or a la Copa Mitropa Femenina 2015 a Mayrhofen, Àustria. En aquest darrer esdeveniment va contribuir a la victòria amb sis victòries en sis partides jugant al segon tauler.